# 邱蔚六
邱蔚六（1932年10月13日—2024年5月24日），男，四川成都人，中国口腔颌面外科学专家，中国工程院院士。

## 生平
1955年毕业于四川医学院（现四川大学华西口腔医学院）。2001年当选为中国工程院院士。